# Edvin Kanka Ćudić
Edvin Kanka Ćudić (Brčko, Bosznia-Hercegovina, volt Jugoszlávia, 1988. december 31. –) boszniai emberi jogvédő, harcművész (aikidó, dzsúdzsucu, cselgáncs), újságíró és politológus, aki leginkább az UDIK, az egykori Jugoszláviában az emberi jogokért és a megbékélésért küzdő szervezet vezetőjeként vált ismertté.

## Művei
- Taj maj '92., 2012
- Ne u naše ime: s one strane srbijanskog režima, 2019

## Fordítás
- Ez a szócikk részben vagy egészben  az   Edvin Kanka Cudic című angol Wikipédia-szócikk fordításán alapul.  Az eredeti cikk szerkesztőit annak laptörténete sorolja fel. Ez a jelzés csupán a megfogalmazás eredetét és a szerzői jogokat jelzi, nem szolgál a cikkben szereplő információk forrásmegjelöléseként.